# Zork
Zork är en spelserie, och tillhör de första äventyrsspelen, efter Colossal Cave Adventure.
Den första versionen av Zork skrevs 1977-1979 på en PDP-10 av Tim Anderson, Marc Blank, Bruce Daniels och Dave Lebling i det Lisp-liknande programspråket MDL. Alla programmerarna kom från Dynamic Modelling Group vid MIT Artificial Intelligence Lab.
Ursprungligen var "Zork" namnet på alla oavslutade program vid MIT. Spelet bytte senare namn till "Dungeon", men när det skulle släppas kommersiellt valde man att använda Zork för att slippa en namnstrid med TSR Hobbies som stod bakom (det icke datorbaserade) rollspelet Dungeons and Dragons, särskilt som man inte gjorde någon hemlighet av att man inspirerats av just detta spel när man skrev Zork.
Tio personer från DM på MIT, däribland de som skrev Zork, bildade företaget Infocom, vars första produkt blev Zork. Från början var planen att företaget Personal Software skulle sköta paketering och distribution, men samarbetet höll bara ett år, och Personal Software hann bara släppa stordatorversionen (för DEC PDP-11) av Zork samt den första versionen av Zork I för Apple II och TRS-80. Sedan köpte Infocom tillbaka Personal Softwares resterande lager och skötte därefter sin distribution själva.
Infocom släppte hela Zork-trilogin för ca 25 olika plattformar, däribland datorer från Commodore, Atari, IBM, Texas Instruments och Apple.
Genom Zork introducerades begrepp som grue och zorkmid.

## Spel i Zorkserien
- Den ursprungliga trilogin:
  - Zork I: The Great Underground Empire (1980, Infocom)
  - Zork II: The Wizard of Frobozz (1981, Infocom)
  - Zork III: The Dungeon Master (1982, Infocom)

Senare Zorkspel:
- Trilogin Enchanter:
  - Enchanter (1983, Infocom)
  - Sorcerer (1984, Infocom)
  - Spellbreaker (1985, Infocom)
- Wishbringer (1985, Infocom)
- Beyond Zork (1987, Infocom)
- Zork Zero: The Revenge of Megaboz (1988, Infocom, med grafik)
- Return to Zork (1993, Infocom/Activision, med grafik)
- Zork Nemesis (1996, Activision, med grafik)
- Zork: Grand Inquisitor (1997, Activision, med grafik)
- Zork: The Undiscovered Underground (1997, Activision)